# Yvonne Georgi

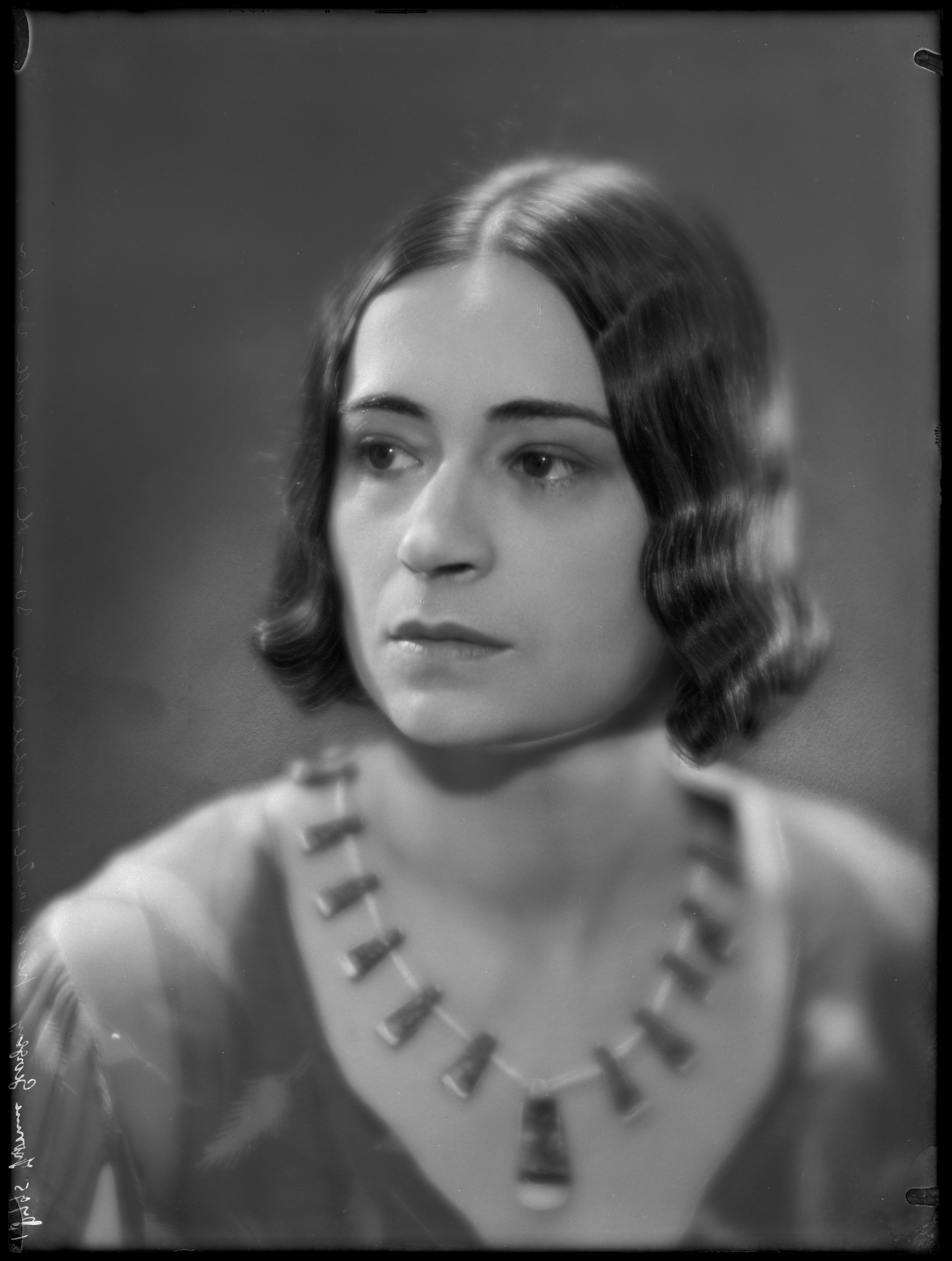
Yvonne Georgi (1938)

Yvonne Georgi, född 29 oktober 1903 i Leipzig, död 25 januari 1975 i Hannover, var en tysk dansare, koreograf och balettmästare. Hon var bland annat känd för sin extraordinära förmåga till hopp. I sin roll som dansare, koreograf och balettmästare var hon inflytelserik i decennier.
Georgi föddes i Leipzig. Hon utbildades i rytmisk gymnastik i Hellerau och i fridans hos Mary Wigman i Dresden, och hon medverkade efter utbildningen i Wigmans dansgrupp, men flyttade senare till Paris och inriktade sig på klassisk balett. 
Vid sidan av Gret Palucca och Hanya Holm var hon den mest välkända eleven till Mary Wigman och Robert Gergi. 

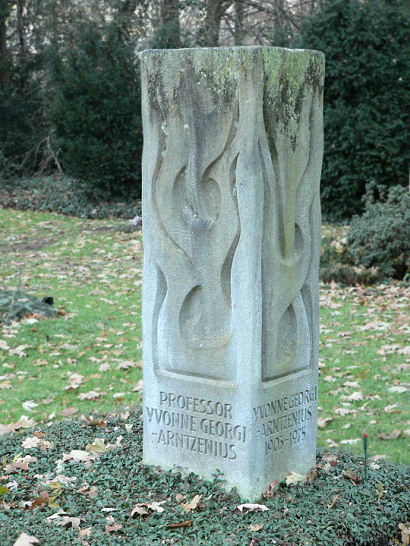
Yvonne Georgis grav I Hannover.

Under 1920-talet turnerade hon och Harald Kreutzberg med stor framgång i USA. Hon arbetade främst i Amsterdam och Hannover som balettmästare och koreograf. Hon medverkade i the Electronic Ballet år 1957 med musik av Henk Badings. Hon dog 1975 i Hannover.